# Ритчи, Джозеф
Джозеф Ритчи (англ. Joseph "Joe" Ritchie; 1 января 1947 — 22 февраля 2022) — американский предприниматель, биржевой торговец, миллионер, сооснователь первого в СССР совместного предприятия в области высоких технологий (вычислительной техники и информатики) СП «Диалог» (29 декабря 1987 года).

## Биография
Родился в США, провёл часть детства в Афганистане, учился в университетах США и Южной Кореи.
Основатель (совместно со своим братом Марком Ритчи в 1977 году компанию Chicago Research and Trading (CTR) капитал которой увеличился за 11 лет с 200 тысяч до 225 миллионов долларов (к 1988 году).
В 1988 году в во время поездки по США Абела Аганбегяна, бывшего в то время главным экономическим советником Михаила Горбачёва произошла встреча Аганбегяна с Джозефом Ритчи. Аганбегян изучал, как работает Чикагская биржа, Ритчи рассказывал. Видимо, рассказ произвел впечатление, так как Аганбегян сказал о Ритчи, что «Мой дорогой друг способен использовать социалистические принципы и всё-таки получать прибыль».
В 1989 году Ритчи вел переговоры о покупке испытывавшей финансовые затруднения авиакомпании Eastern Airlines и даже выделял для этого 30 млн долларов из собственных средств.
В 2000 году Джо Ритчи и его брат Джеймс пытались объединить Афганистан и добиться свержения талибов.
Джо Ритчи вместе со своим другом и наставником воздухоплавателем Стивом Фоссетом установил 4 мировых рекорда при перелете на самолёте Piaggio P.180 Avanti из Сан-Диего в Чальстон 6 февраля 2003 года. Он также занимал должность начальника управления полетом на всех миссиях Фоссета.
Был генеральным директором организации по развитию Руанде (Rwanda Development Board).
По словам Петра Зрелова:

Джозеф Ричи не просто бизнесмен. Он мультимиллионер. Начинал карьеру с нуля. Был шофером, полицейским. Потом стал брокером. Единственный пиджак надел, чтобы его приняли на работу. Сегодня оборот его фирмы — два триллиона долларов. Практически присутствует на всех биржах мира.
Мы с ним ровесники. У него десять детей. Думая об их будущем, он всеми силами пытается ослабить напряженность между нашими странами. В конце концов он избрал метод народной дипломатии. Помогал нам в переговорах с Афганистаном. Джо хорошо знает эту страну, жил там в детстве, когда его отец работал учителем. Вначале его контакты с Россией не имели отношения к бизнесу, хотя Ричи называют «Человеком с большим носом» за прекрасное предпринимательское чутьё. 15 лет назад он принял православие, потому что считает эту конфессию наиболее человечной, не угнетающей личность. А до того был католиком. Своих детей он воспитывает в любви к России, учит их русскому языку.
Джо считает, что романтизм, доброта и честность очень хороши для бизнеса. Его основная идея — не гнаться за прибылью. Надо стремиться получать удовольствие от самой работы. Его принципы — семейные отношения на фирме, доверие, минимум контроля, совместное обсуждение трудностей. Удовольствие от работы и от сотрудничества с людьми — главный критерий бизнеса.
— «Бизнесмены России» 01.11.2004
В 1975 году снялся в фильме «Пропавший динозавр».